# Měšice
Měšice är en ort i Tjeckien.   Den ligger i regionen Mellersta Böhmen, i den centrala delen av landet, 14 km nordost om huvudstaden Prag. Měšice ligger 202 meter över havet och antalet invånare är 1 083.
Terrängen runt Měšice är platt. Runt Měšice är det mycket tätbefolkat, med 1 754 invånare per kvadratkilometer. Närmaste större samhälle är Prag, 14,1 km sydväst om Měšice. Trakten runt Měšice består till största delen av jordbruksmark.